# Mistrzostwa Świata w Piłce Nożnej 2010 (eliminacje strefy CAF)/Grupa C
W Grupie C eliminacji do MŚ 2010 biorą udział następujące zespoły:
- Rwanda
- Algieria
- Egipt
- Zambia

## Tabela
| Miejsce | Drużyna       | Mecze | Punkty | Zwyc. | Rem. | Por. | Bramki |
| ------- | ------------- | ----- | ------ | ----- | ---- | ---- | ------ |
| 1       | Algieria (PA) | 6     | 13     | 4     | 1    | 1    | 9-4    |
| 2       | Egipt (PA)    | 6     | 13     | 4     | 1    | 1    | 9-4    |
| 3       | Zambia (PA)   | 6     | 5      | 1     | 2    | 3    | 2-5    |
| 4       | Rwanda        | 6     | 2      | 0     | 2    | 4    | 1-8    |

Legenda:

PA - zespoły zakwalifikowane do Pucharu Narodów Afryki 2010

Uwagi:

Z powodu identycznego bilansu bramkowego i punktowego drużyny Egiptu i Algierii rozegrały dodatkowy mecz 18 listopada 2009 na neutralnym terenie w Sudanie. Algieria wygrała 1-0 i awansowała do MŚ.

### Wyniki
| 28 marca 2009 | Rwanda | 0-0(0-0) | Algieria | Stade Amahoro, Kigali · Widzów: 22 000 · Sędzia: Coffi Codjia Benin |
|               |        |          |          |                                                                     |

| 28 marca 2009 | Egipt · Zaki 26' | 1-1(0-0) | Zambia · Kasonde 56' | Cairo International Stadium, Kair · Widzów: 70 000 · Sędzia: Koman Coulibaly Mali |
|               |                  |          |                      |                                                                                   |

| 6 czerwca 2009 | Zambia · Kalaba 79' | 1-0(0-0) | Rwanda | Konkola Stadium, Chililabombwe · Widzów: 28 000 · Sędzia: Cheikh Ahmed Tidane Seck Senegal |
|                |                     |          |        |                                                                                            |

| 6 czerwca 2009 | Algieria · Matmour 60' · Ghezzal 64' · Djebbour 77' | 3-1(0-0) | Egipt · Aboutreika 87' | Stade Mustapha Tchaker, Al-Bulajda · Widzów: 26 500 · Sędzia: Daniel Bennett Południowa Afryka |
|                |                                                     |          |                        |                                                                                                |

| 20 czerwca 2009 | Zambia | 0-2(0-1) | Algieria · Bougherra 21' · Saifi 66' | Konkola Stadium, Chililabombwe · Widzów: 9 000 · Sędzia: Divine Evehe Kamerun |
|                 |        |          |                                      |                                                                               |

| 5 lipca 2009 | Egipt · Aboutrika 65' 90+4' · Hosni 77' (k) | 3-0(0-0) | Rwanda | Stadion Akademii Wojskowej w Kairze, Kair · Widzów: 18 000 · Sędzia: Emmanuel Imiere Nigeria |
|              |                                             |          |        |                                                                                              |

| 5 września 2009 | Rwanda | 0-1(0-0) | Egipt · Hassan 67' | Stade Amahoro, Kigali · Widzów: 20 000 · Sędzia: Joseph Lamptey Ghana |
|                 |        |          |                    |                                                                       |

| 5 września 2009 | Algieria · Saifi 59' | 1-0(0-0) | Zambia | Stade Mustapha Tchaker, Al-Bulajda · Widzów: 30 000 · Sędzia: Rajindraparsad Seechurn Mauritius |
|                 |                      |          |        |                                                                                                 |

| 10 października 2009 | Zambia | 0-1(0-0) | Egipt · Hosni 68' | Konkola Stadium, Chililabombwe · Sędzia: Kokou Djaoupe Togo |
|                      |        |          |                   |                                                             |

| 10 października 2009 | Algieria · Ghezzal 22' · Belhadj 45+3' · Ziani 90+8' (k) | 3-1(2-1) | Rwanda · Mutesa 20' | Stade Mustapha Tchaker, Al-Bulajda · Widzów: 22 000 · Sędzia: Yakhouba Keita Gwinea |
|                      |                                                          |          |                     |                                                                                     |

| 14 listopada 2009 | Rwanda | 0-0(0-0) | Zambia |  |
|                   |        |          |        |  |

| 14 listopada 2009 | Egipt · Zaki 2' · Emad Motaeb 90+5' | 2-0(1-0) | Algieria | Cairo International Stadium, Kair · Sędzia: Jarome Damon Południowa Afryka |
|                   |                                     |          |          |                                                                            |

| 18 listopada 2009 | Egipt | 0-1(0-1) | Algieria · Antar Yahia 40' | Stade de Al-Merrikh, Omdurman Sędzia: Eddy Maillet |
|                   |       |          |                            |                                                    |